# あきれた娘たち
『あきれた娘たち』（あきれたむすめたち）は、1949年に公開された斎藤寅次郎監督の日本映画。
改題縮尺版は『金語楼の子宝騒動』（きんごろうのこだからそうどう）。

## スタッフ
以下のスタッフ名はKINENOTEに従った。
- 監督 - 斎藤寅次郎
- 脚本 - 八住利雄
- 原作 - 阿木翁助
- 製作 - 伊藤基彦
- 撮影 - 友成達雄
- 美術 - 加藤雅俊
- 音楽 - 上原げんと
- 録音 - 沼田春雄
- 照明 - 秋山清幸

## キャスト
以下の出演者名と役名はKINENOTEに従った。
- 柳家金語楼 - 泉山金太郎
- 浦辺粂子 - 妻 おみよ
- 田中春男 - 長男 一郎
- 堀越節子 - 長女 初江
- 江戸川蘭子 - 次女 つぎ子
- 木戸新太郎 - 次男 二郎
- 生方明 - 三男 三郎
- 湯川吟子 - 三女 留子
- 千石規子 - 四女 芳子
- 月丘千秋 - 五女 末子
- 沢井一郎 - 六男 又一
- 久我美子 - 六女 さかえ
- 美空ひばり - 七女 十三子
- 清川虹子 - 一郎の妻 みさを
- 花菱アチャコ - 佐山長蔵
- 堀雄二 - 息子 武夫
- 清川玉枝 - 奥さん たまえ
- 江見渉 - 社長 木田
- 清川荘司 - 一郎の友人 笹川
- 飯田蝶子 - 金太郎の姉 はま